# Nicéforo Melisseno
Nicéforo Melisseno (em grego: Νικηφόρος Μελισσηνός; romaniz.: Nikephoros Melissenos; em latim: Nicephorus Melissenus) foi um general e aristocrata bizantino. De linhagem distinta, ele serviu como governador e general nos Balcãs e na Ásia Menor na década de 1060. No turbulento período após a desastrosa Batalha de Manzicerta (1071), quando diversos generais tentaram tomar para si o trono, Melisseno continuou leal a Miguel VII Ducas e foi exilado por seu sucessor, Nicéforo III Botaniates.
Em 1080-1081, com ajuda dos turcos, Nicéforo tomou o controle do que restava da Ásia Menor bizantina e proclamou-se imperador. Depois da revolta de seu cunhado, Aleixo Comneno, que conseguiu tomar Constantinopla, ele se submeteu e aceitou os títulos de césar e duque de Tessalônica. Ele permaneceu leal a Aleixo daí por diante, participando, ao lado do imperador, da maioria das campanhas realizadas entre 1081 e 1095 no Bálcãs. Ele morreu em 17 de novembro de 1104.

## Biografia

### Origem e primeiros anos

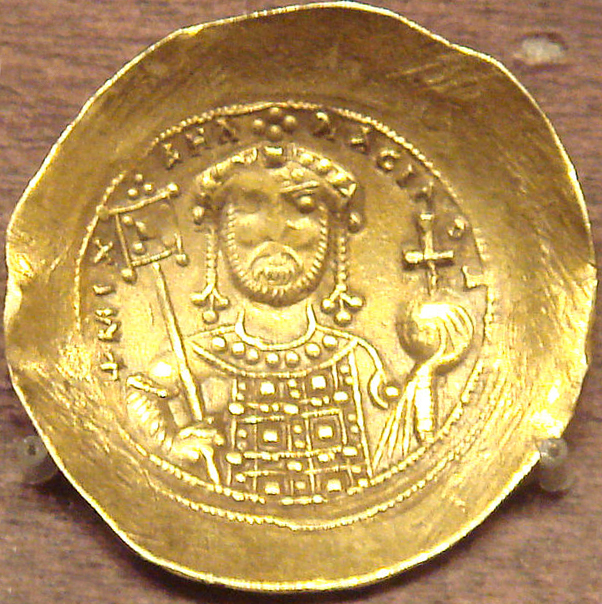
Miguelato (histameno) de r.

Nicéforo Melisseno nasceu provavelmente por volta de 1045 em Dorileia (atual Esquixequir), nas grandes propriedades que sua família tinha na região. Do pai e da mãe ele herdou uma linhagem aristocrática: seu pai pertencia à linhagem dos Burtzes e sua mãe à ilustre família Melisseno que remontava ao século VIII e da qual se originaram diversos generais distintos. Em algum momento antes de 1067, Nicéforo se casou com Eudóxia Comnena, a segunda filha do doméstico das escolas João Comneno com Ana Dalassena e irmã do futuro imperador bizantino Aleixo I Comneno (r. 1081–1118). Eles tiveram pelo menos um filho, que foi chamado também de João Comneno.
Melisseno tinha o estatuto de magistro e o posto de duque de Triaditza (atual Sófia, na Bulgária) na década de 1060. Em 1070, ele se juntou ao exército comandado por seu cunhado mais velho, o protoestrator Manuel Comneno, numa campanha contra os turcos seljúcidas. A campanha terminou em derrota perto de Sebasteia e Melisseno, juntamente com Manuel Comneno, foi capturado pelo general turco que os bizantinos chamavam de Crisósculo (Chrysoskoulos). Manuel, porém, logo convenceu o turco a desertar para os bizantinos e ambos foram libertados.
Melisseno permaneceu leal a Miguel VII Ducas (r. 1071–1078) durante a rebelião do estratego do Tema Anatólico, Nicéforo Botaniates (o futuro imperador Nicéforo III Botaniates), que começou em outubro de 1077. Miguel VII recompensou-o nomeando Melisseno para o cargo antes ocupado por Botaniates, mas, depois da vitória do rebelde e sua entrada triunfal em Constantinopla em abril de 1078, Melisseno foi exilado para a ilha de Cós.

### Revolta

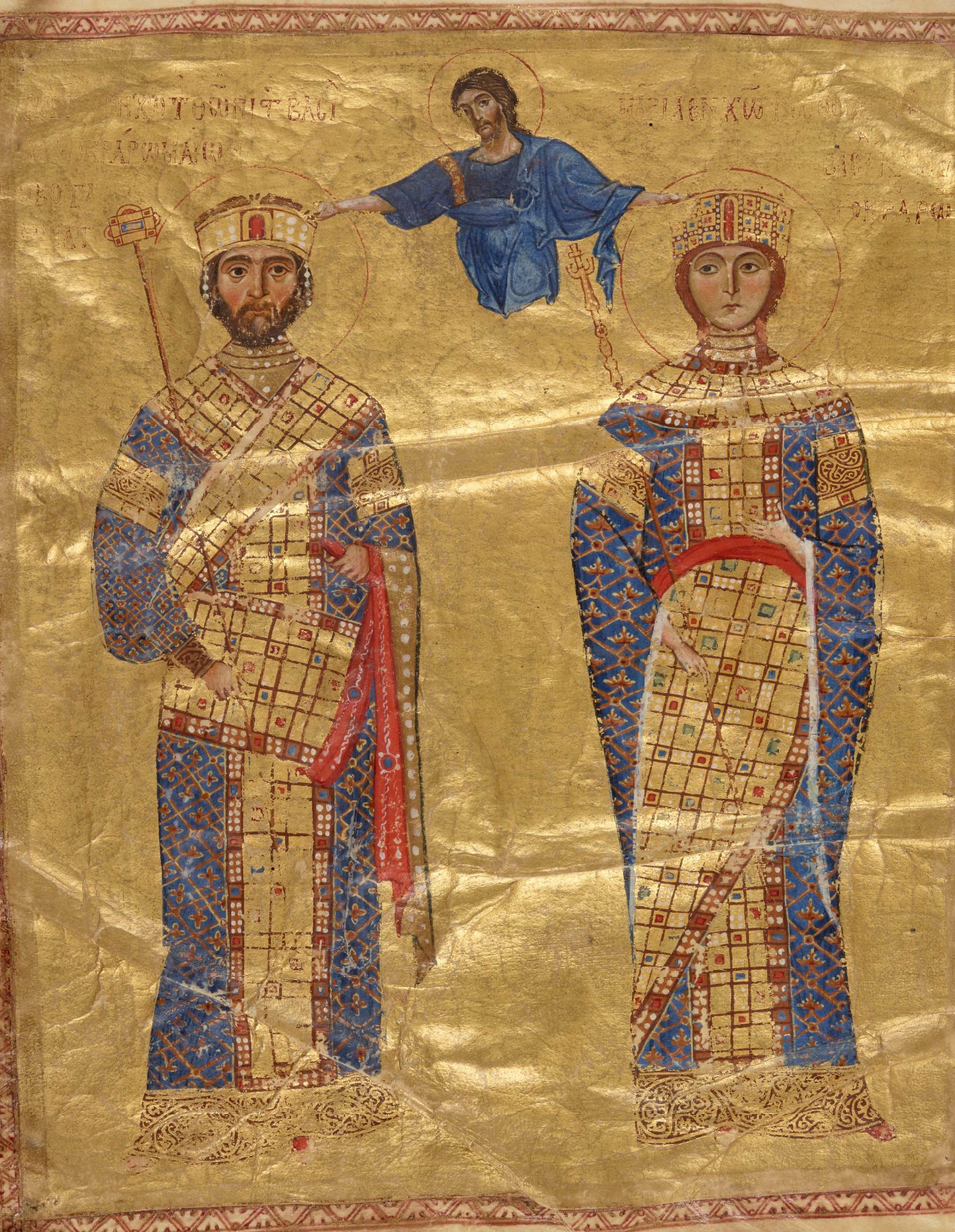
e Maria de Alânia.
Iluminura no "Manuscrito Coislin", atualmente na Biblioteca Nacional da França.

No outono de 1080, Melisseno deixou Cós e voltou para a Ásia Menor. Lá, ele conseguiu o apoio da população local e recrutou muitos turcos como mercenários para o seu exército. Uma por uma, as cidades da Anatólia Ocidental e Central abriram seus portões para ele e guarnições turcas foram encarregadas de defendê-las. Botaniates tentou enviar Aleixo Comneno, que tinha sufocado recentemente as revoltas de Nicéforo Briênio e Nicéforo Basilácio contra o imperador, mas ele se recusou. Em fevereiro de 1081, as tropas de Melisseno tomaram Niceia (atual İznik), onde ele foi aclamado "imperador" após derrotar uma força imperial comandada pelo eunuco João.
Em março de 1081, Melisseno estava acampado com seu exército em Damalis (atual Üsküdar), na costa asiática do Bósforo de frente para Constantinopla. Lá, ele ficou sabendo da revolta dos Comnenos contra Botaniates e da proclamação de seu cunhado Aleixo como imperador. Ele escreveu aos Comnenos sugerindo uma divisão da autoridade sobre o território imperial, com os Bálcãs permanecendo com eles e o que restava da Ásia Menor, consigo mesmo; ele também enfatizou que o Império Bizantino deveria permanecer unido. Na resposta, os Comnenos ofereceram-lhe o título de césar - o segundo mais alto após o do imperador - e o governo de Tessalônica, a segunda cidade mais importante do Império - se ele se rendesse. Melisseno inicialmente se recusou a aceitar, mas quando os Comnenos estavam prestes a conquistar Constantinopla (o que traria o risco de mudarem a oferta), ele aceitou.
Em paralelo, o imperador Nicéforo Botaniates tentou retardar a queda da cidade para os Comnenos enviando representantes para pedir que Melisseno marchasse para Constantinopla e assumisse a autoridade. Seus enviados, porém, foram interceptados por Jorge Paleólogo e jamais alcançaram Melisseno. Constantinopla foi conquistada pelas forças de Comnenos e, em 8 de abril de 1081, Melisseno também entrou na capital. Fiel ao seu compromisso, Aleixo I o elevou a césar e deu-lhe autoridade sobre Tessalônica, inclusive sobre as receitas da cidade. No mesmo momento, porém, Aleixo também elevou seu irmão, Isaac Comneno ao recém-criado título de sebastocrator, de maior dignidade que o de césar.

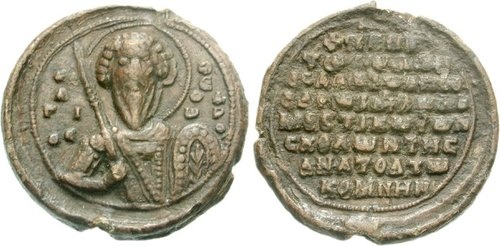
Selo de Isaac Comneno

Este ato de submissão, único entre os vários rebeldes da época, pode ajudar a compreender a motivação de Melisseno em seu golpe, de acordo com o historiador Jean-Claude Cheynet. Ele acredita que Melisseno estava provavelmente mais preocupado em defender seus territórios na Ásia das depredações dos turcos e, quando Aleixo concedeu-lhe o governo de Tessalônica - e territórios equivalentes nas redondezas, alguns dos quais Melisseno redistribuiu entre seus aliados, como a família Burtzes - ele imediatamente desistiu de sua tentativa de tomar o trono bizantino.
Apesar do fim da revolta de Melisseno, ela deixou um importante legado: as cidades que ele deixou ocupadas e guarnecidas com soldados turcos na Jônia, Frígia, Galácia e Bitínia permaneceram sob o controle deles. Assim, ao se envolverem nas guerras civis bizantinas como mercenários e aliados - especialmente sob o comando de Botaniates e Melisseno - os turcos completaram a conquista relativamente pacífica das regiões central e ocidental da Ásia Menor (inclusive Solimão I, que fundou o Sultanato Seljúcida de Rum).

### Serviço sob AleixoI Comneno

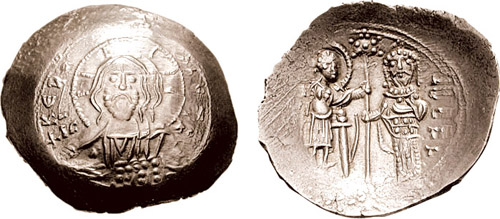
Histameno de (c. 1081-1082.
Esta moeda foi cunhada em Tessalônica quando Aleixo passou por ali em setembro de 1081 para enfrentar a invasão de Roberto Guiscardo

Melisseno continuou a servir Aleixo I pelo resto de sua vida. No outono de 1081, ele marchou com o imperador em sua campanha contra os normandos de Roberto Guiscardo. Na Batalha de Dirráquio, que terminou uma fragorosa derrota bizantina, ele comandou a ala direita do exército. Na campanha de 1083 na Tessália contra os normandos, que, comandados pelo filho de Guiscardo, Boemundo, estavam cercando Lárissa, Melisseno foi usado por Aleixo como peça central numa artimanha. O imperador emprestou-lhe as insígnias imperiais e um destacamento do exército, que Boemundo rapidamente atacou acreditando tratar-se da principal força bizantina, uma vez que era comandada pelo imperador. Enquanto ele perseguia os homens de Melisseno, Aleixo, à frente do exército principal, tomou e saqueou o acampamento normando, forçando Boemundo a desistir do cerco e recuar.
Melisseno lutou ao lado de Aleixo na Batalha de Dristra (final de agosto de 1087) contra os pechenegues comandando a ala esquerda do exército. A batalha terminou em nova derrota bizantina e Melisseno foi capturado juntamente com diversos outros oficiais bizantinos, mas teve seu resgate pago pelo imperador tempos depois. Na primavera de 1091, Melisseno foi enviado para Eno para alistar soldados entre os búlgaros e valáquios. Concentrado na tarefa, ele não se juntou ao exército imperial a tempo de participar da retumbante vitória bizantina contra os pechenegues na Batalha de Levúnio em 29 de abril, chegando no dia seguinte.
No final deste mesmo ano, ele participou da reunião da família em Filipópolis (atual Plovdiv) que examinou as acusações de conspiração levantadas contra João Comneno, o duque do Tema de Dirráquio pelo arcebispo de Ócrida Teofilacto. A reunião rapidamente se degenerou em uma acalorada discussão familiar, na qual o pai de João, o sebastocrator Isaac, acusou Melisseno e Adriano Comneno de difamarem seu filho. No final, Aleixo I descartou as acusações e encerrou a discussão. Na campanha de 1095 contra os cumanos, Melisseno, juntamente com Jorge Paleólogo e João Taronita, foram encarregados de defender a região de Beroe (atual Stara Zagora) contra os ataques cumanos. Esta foi a última menção de Melisseno na "Alexíada" de Ana Comnena. Nicéforo Melisseno morreu em 17 de novembro de 1104.